# 线蓟素
线蓟素（也称为去甲中国蓟醇，条叶蓟素，化学名：6,7-二甲氧基-5,3',4'-三羟基黄酮，6,7-dimethoxy-5,3',4'-trihydroxyflavone）是一种6-羟基木犀草素衍生的O-甲基化黄酮，分子式C17H14O7，存在于许多鼠尾草属植物中。